# La Forteresse (film, 2017)
Pour les articles homonymes, voir La Forteresse.
Pour plus de détails, voir Fiche technique et Distribution.
La Forteresse (en ukrainien : Сторожова́ заста́ва, Storojova zastava) est un film ukrainien, d'aventure et fantastique, réalisé par Youriy Kovalyov. Il est l'adaptation du livre éponyme de Volodymyr Routkivskyi. Le film sort en Ukraine le 12 octobre 2017. L'intrigue repose sur le personnage de Victor, un écolier du XXIe siècle, qui remonte mille ans dans le passé.

## Production
La Forteresse est le premier long métrage du réalisateur Youriy Kovalyov.
Le livre éponyme de Volodymyr Routkivskyi est adapté en scénario par Sashko Dermanskyi et Yaroslav Voitseshek. La créatrice de costumes Antonina Belinska a dû effectuer un long travail préparatoire d'un mois, en concertation avec des historiens, pour créer les croquis des costumes. 
Le tournage du film débute en novembre 2015 dans le massif des Carpates, sur les falaises d'Olexa Dovboush, à Korostychiv en pleine nature, à Teterivskyi Koch (Teteriv Warcamp) et à Boutcha, ainsi que sur un plateau de tournage de Film.ua avec les décors de la forteresse elle-même, construite spécialement pour la production du film. Le tournage se poursuit au printemps 2016.
Ce film constitue le premier rôle pour les acteurs Danylo Kamenskyi et Yeva Kocheva.
Le budget du film est de 40 millions de hryvnias.
Le film a rapporté $2,75 millions.
La post-production, СGI et VFX sont réalisés par le studio ukrainien Postmodern.

## Distribution
- Danylo Kamenskyi (uk) (VFB : Pierre Le Bec) : Victor
- Yeva Kocheva (uk) (VFB : Helena Coppejans) : Olenka
- Roman Loutskyi (VFB : Marc Weiss) : Oleshko
- Oleh Volochtchenko (VFB : Jean-Michel Vovk) : Illya
- Oleksandr Komarov (VFB : Philippe Résimont) : Dobrynya
- Heorhiy Derevianskyi (VFB : Peppino Capotondi) : le vieil homme Ovsiy
- Stanislava Krasovska (VFB : Maia Baran) : Rosanka
- Nataliya Soumska (VFB : Nathalie Hons) : Mylanka
- Yerjan Nourymbet (VFB : Karim Barras) : Andak
- Yerbolat Tohouzakov (VFB : Patrick Waleffe) : le chaman
- Ivan Denysenko : Tugarin

Version française dirigée par Alexandra Correa au studio Titra Film (Belgique), d'après une adaptation des dialogues de Vincent Bonneau. Informations prélevées du carton du doublage français.

## Diffusion
En février 2015, les droits d'utilisation et de location de films sont cédés à la France lors du Marché du film européen au Festival International du Film de Berlin. En mars 2016, le film La Forteresse est vendu pour diffusion sur les territoires de l'Inde, du Vietnam et de Malaisie lors du Hong Kong International Film et TV Market (FILMART).
La présentation de La Forteresse et la première conférence de presse des auteurs et du casting ont lieu le 29 mars 2016 au studio Film.ua, où le teaser officiel du film est également présenté. La date de sortie et le distributeur en Ukraine sont annoncés par la même occasion.
La première version télévisée est diffusée sur Novyi Kanal le 14 avril 2018.